# 2020년 하계 올림픽 자메이카 선수단
2020년 하계 올림픽 자메이카 선수단은 2021년 일본 도쿄에서 열린 2020년 하계 올림픽에 참가한 올림픽 자메이카 선수단이다.
자메이카는 2020년 도쿄 하계 올림픽에 출전했다. 원래 2020년 7월 24일부터 8월 9일까지 열릴 예정이었던 올림픽은 코로나19 범유행으로 인해 2021년 7월 23일부터 8월 8일로 연기되었다. 이 나라의 참가는 독립 국가로서 17번째 하계 올림픽 출전을 기록했지만, 이전에는 영국 식민지와 서인도 제도 연방의 일부로서 4개의 다른 에디션에 참가했다.

## 출전 선수
| 종목   | 남자 | 여자 | 전체 |
| ------ | ---- | ---- | ---- |
| 육상   | 20   | 22   | 42   |
| 복싱   | 1    | 0    | 1    |
| 다이빙 | 1    | 0    | 1    |
| 체조   | 0    | 1    | 1    |
| 유도   | 0    | 1    | 1    |
| 수영   | 1    | 1    | 2    |
| 전체   | 23   | 25   | 48   |

## 같이 보기
- 올림픽 자메이카 선수단